# TGS Hates Women
"TGS Hates Women" é o 16.° episódio da quinta temporada da série de televisão de comédia de situação norte-americana 30 Rock, e o 92.° no total da produção. Foi realizado por Beth McCarthy-Miller e teve o seu enredo escrito por Ron Weiner, que também desempenhava a função de co-produtor executivo. A sua transmissão original nos Estados Unidos ocorreu através da rede de televisão National Broadcasting Company (NBC) na noite de 24 de Fevereiro de 2011. O episódio contou com participações especiais de Cristin Milioti, Sue Galloway, Hannibal Buress, e Subhas Ramsaywack. A atriz Chloë Grace Moretz fez a sua estreia no papel de Kaylie Hooper, enquanto o ator Terrence Mann interpretou uma versão fictícia do oceanógrafo Robert Ballard.
No episódio, Liz Lemon (interpretada por Tina Fey) enfrenta acusações de misoginia após um diário digital feminista criticar o TGS with Tracy Jordan — programa de televisão criado por si no qual ela é argumentista-chefe — pelo uso de estereótipos sobre mulheres. Para tentar contornar a situação, ela contrata a comediante Abby Flynn (Milioti). Enquanto isso, Jack Donaghy (Alec Baldwin) lida com um novo desafio ao tentar evitar que a jovem e ambiciosa Kaylie Hooper, neta do diretor executivo da Kabletown — conglomerada na qual Jack é um executivo —, venha a ocupar a sua posição no futuro, tentando dissuadi‑la de seguir carreira na televisão.
Em geral, os críticos especialistas em televisão do horário nobre observaram "TGS Hates Women" como uma sátira incisiva à representação feminina na comédia e aos estereótipos de género. Embora o humor tenha sido bem recebido, alguns acharam o enredo exagerado e a resolução previsível, sobretudo pela inclusão de um elemento de abuso doméstico como justificação para a transformação de Abby. Ao mesmo tempo, a crítica à hipersexualização feminina foi bem recebida, mas a ausência de uma conclusão definida deixou alguns espetadores insatisfeitos. A interação entre Jack e Kaylie foi amplamente destacada como um dos pontos altos, em grande parte devido à atuação de Moretz. A abordagem ambígua ao feminismo foi enaltecida pelos críticos e interpretada como uma reflexão sobre as contradições e complexidades do tema, sem assumir uma posição definitiva.
De acordo com os dados publicados pelo sistema de mediação de audiências Nielsen Ratings, "TGS Hates Women" foi assistido por uma média de 4,593 milhões de agregados familiares durante a sua transmissão original norte-americana, registando uma classificação de 2,3 e 6 de share entre os telespectadores pertencentes ao perfil demográfico dos 18 aos 49 anos de idade. Estes números representaram um aumento de 15 por cento nesse segmento demográfico e de 11 por cento na audiência total em relação ao episódio anterior, permitindo a 30 Rock liderar a sua faixa horária entre todos os programas transmitidos pelas quatro grandes emissoras dos Estados Unidos.

### Interpretações sobre o tema

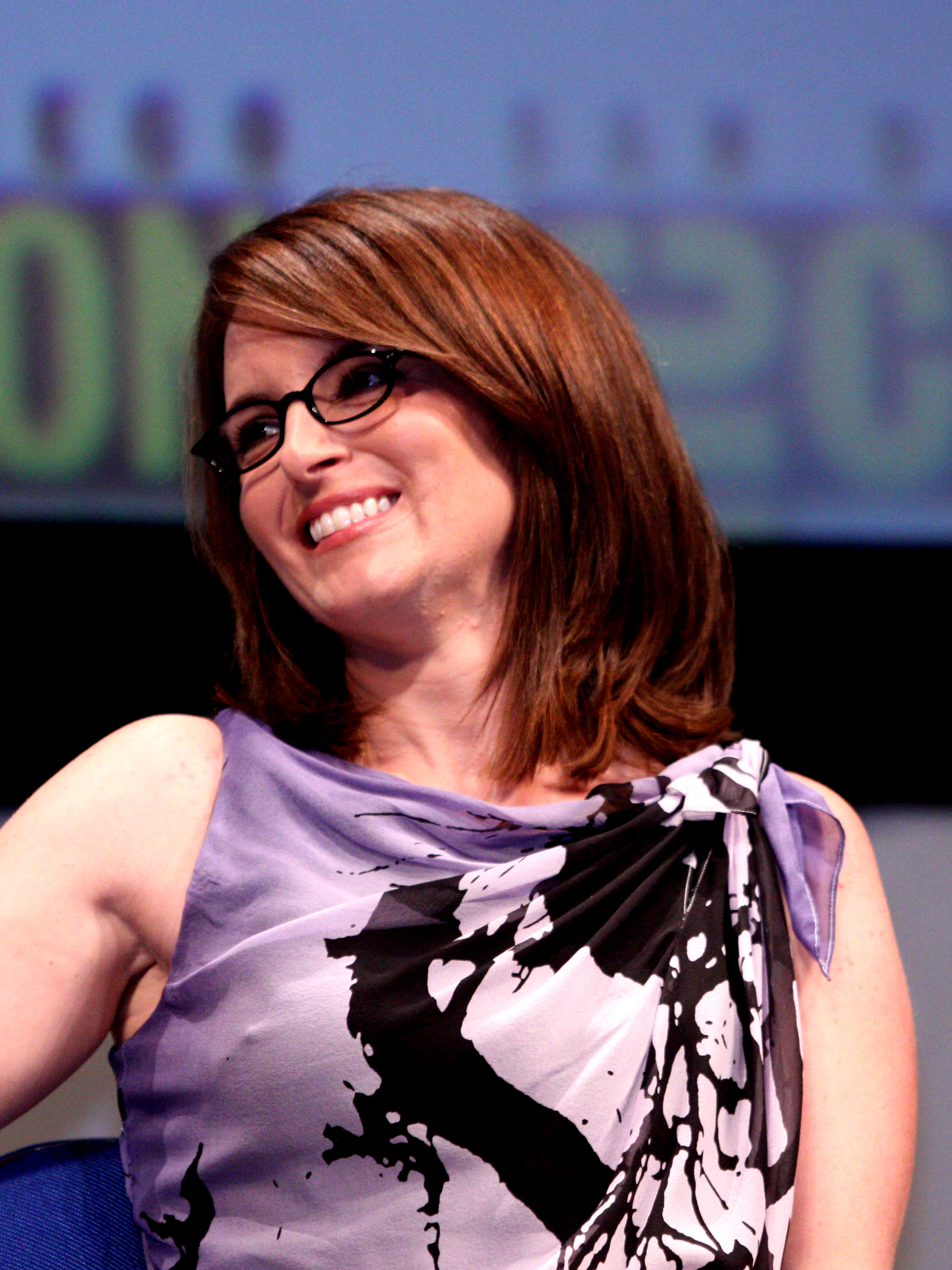
Tina Fey, criadora de 30 Rock, foi amplamente enaltecida pela sua abordagem "única" do feminismo e questões de género.

### Legado

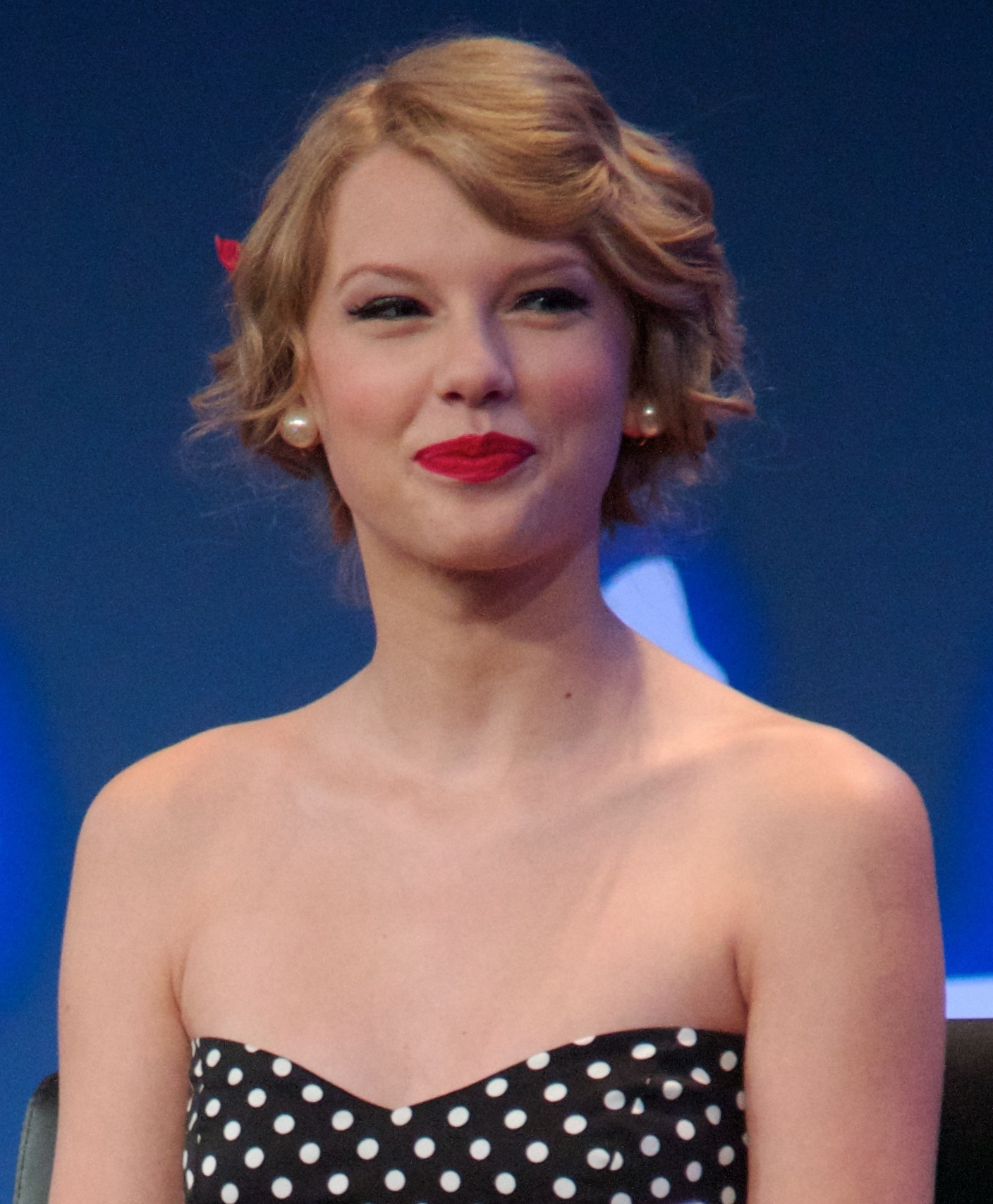
O episódio ganhou repercussão em 2022 com o lançamento do álbum Midnights (2022), de Taylor Swift.

## Produção e desenvolvimento

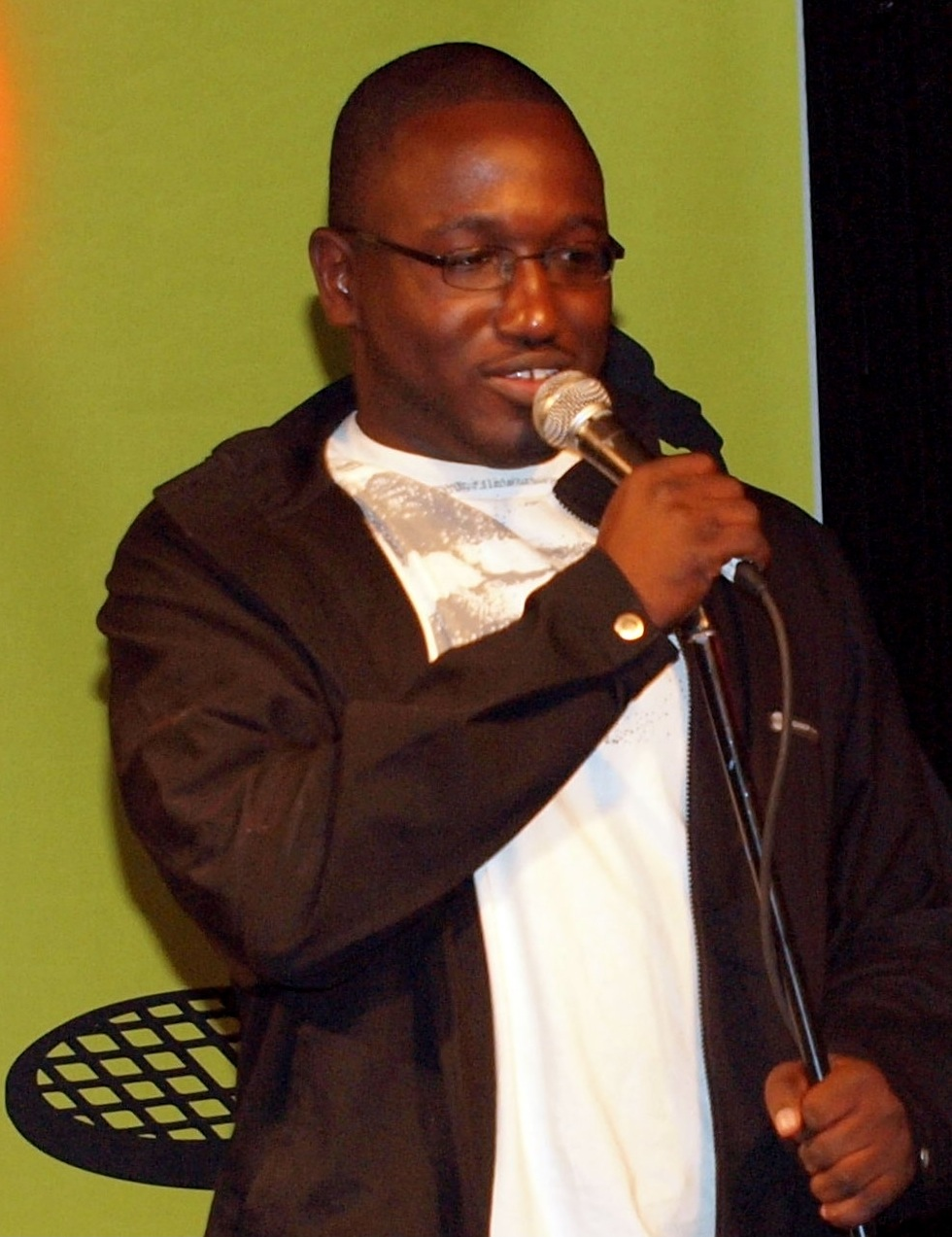
"TGS Hates Women" marcou a quarta participação de Hannibal Buress em 30 Rock.

"TGS Hates Women" é o 16.° episódio da quinta temporada de 30 Rock. As cenas ambientadas no Museu Americano de História Natural foram filmadas a 27 de Janeiro de 2011 no Museu da Cidade de Nova Iorque, enquanto a filmagem principal decorreu no dia seguinte, nos Estúdios Silvercup em Manhattan, Cidade de Nova Iorque, incluindo as sequências em frente à estátua de Eleanor Roosevelt. Subhas Ramsaywack, funcionário indiano-americano real dos estúdios, fez uma participação no episódio interpretando uma versão ficcionada de si próprio, marcando a sua terceira aparição nesta temporada e a sexta na série. O episódio foi produzido na ausência temporária de Tracy Morgan, membro do elenco principal de 30 Rock. Embora o nome do ator apareça nos créditos de abertura, ele não participou nem deste episódio nem do anterior, "It's Never Too Late for Now", pois a sua personagem, Tracy Jordan, havia sido escrita como estando refugiada em África após se sentir assoberbada pela vida de celebridade nos Estados Unidos. Essa solução narrativa foi criada para justificar a ausência de Morgan, que na época se submetia a um transplante de rim. Sua participação também foi reduzida nos restantes episódios da temporada.
O episódio foi realizado por Beth McCarthy-Miller — a sua 15.ª vez na direção de um episódio de 30 Rock — e teve o seu argumento escrito por Ron Weiner, então co-produtor executivo da temporada, sendo esta a oitava vez que recebia crédito pelo guião de um episódio da série. McCarthy-Miller integrou anteriormente a equipa de realização do Saturday Night Live (SNL), um programa de televisão humorístico norte-americano transmitido pela NBC no qual Tina Fey — criadora, produtora executiva, co-showrunner e argumentista-chefe de 30 Rock — foi argumentista-chefe entre 1999 e 2006. 30 Rock é frequentemente visto como um reflexo cómico do SNL, e a personagem Liz Lemon como uma versão ficcionada de Fey, ilustrando as dificuldades de liderar um programa de comédia num ambiente predominantemente masculino — experiência semelhante à vivida por Fey no SNL. Vários antigos integrantes do elenco do SNL desempenharam papéis importantes ou fizeram participações especiais em 30 Rock, inclusive Tracy Morgan e a própria Fey, que foi a primeira apresentadora feminina do segmento Weekend Update. Além de McCarthy-Miller, outros ex-membros da equipa do SNL que já trabalharam em 30 Rock incluem John Lutz, argumentista do SNL entre 2003 a 2010 e membro do elenco de 30 Rock, e Steve Higgins, argumentista e produtor do SNL de 1995 a 2009 que fez participações na sétima temporada de 30 Rock. Alec Baldwin, apesar de nunca ter integrado o elenco do SNL, detém o recorde de maior número de apresentações do programa, com dezassete participações como anfitrião.
"TGS Hates Women" marcou a quarta participação do comediante Hannibal Buress em 30 Rock, no papel de um sem-abrigo que frequentemente fornece alívio cómico através de observações aleatórias e inusitadas. Este papel viria a tornar-se recorrente, prolongando-se por mais quatro episódios até à sexta temporada. Buress juntou-se à equipa de argumentistas na quinta temporada, embora não tenha recebido crédito como autor principal de episódios específicos, e acabou por deixar o cargo após um curto período, em parte por sentir que não estava a contribuir tanto quanto desejava.O seu envolvimento em 30 Rock foi um pequeno passo inicial que antecedeu a sua ascensão no panorama da comédia, tornando-se mais tarde amplamente reconhecido pelo seu trabalho de stand-up.

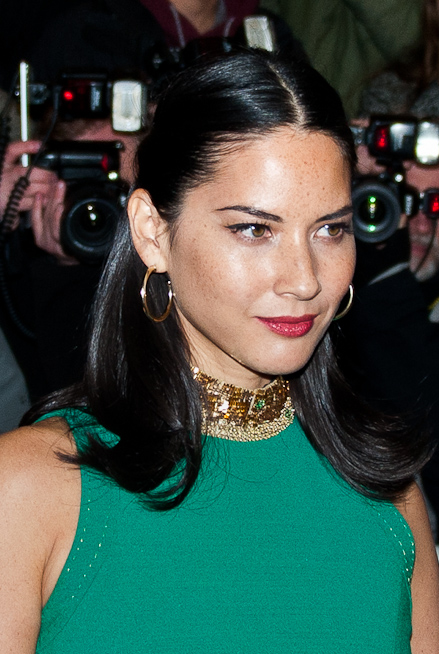
A trama principal do episódio foi inspirada em uma crítica acerca da contratação de Olivia Munn no The Daily Show.

A génese do episódio está ligada a debates reais sobre representação feminina na comédia. A 23 de Junho de 2010, a repórter Irin Carmon publicou no Jezebel o artigo "The Daily Show's Woman Problem", criticando a falta de oportunidades para mulheres e insinuando que Olivia Munn teria sido contratada mais pelo apelo físico do que pelo talento humorístico. A publicação gerou forte reação, com várias mulheres que trabalhavam naquele momento ou anteriormente na equipa do The Daily Show respondendo publicamente com uma carta aberta afirmando que as mulheres representavam cerca de 40 por cento da equipa, eram essenciais para a produção criativa e que o programa operava segundo um princípio de mérito, independentemente do género. Estas funcionárias refutaram a imagem do The Daily Show como um espaço hostil às mulheres e criticaram Carmon por não ter ouvido representantes actuais da equipa durante a investigação. Esse embate inspirou diretamente o blogue fictício Joan of Snark em "TGS Hates Women", que, na trama, critica o programa TGS pela escassez de argumentistas femininas e pelo uso de estereótipos. Outra inspiração para o enredo foi a contração de um elenco de comediantes que tinha apenas uma mulher entre 30 comediantes pelo South by Southwest (SXSW), um conglomerado anual de festivais e conferências paralelos de cinema, mídia interativa e música.
Para a atriz Cristin Milioti, que interpretou Abby Flynn, "TGS Hates Women" representou a sua primeira incursão na comédia televisiva. Em 2024, durante a promoção do seriado The Penguin, a atriz revelou ser fã fervorosa de 30 Rock muito antes de integrar o elenco, chegando a acompanhar cada episódio em tempo real durante viagens de trabalho ou noites de inverno. Ao ser escolhida para o papel, descreveu a experiência como surreal, a ponto de quase não conseguir falar, e contou que teve de controlar o entusiasmo para não transparecer excesso de energia diante da equipa. A sátira de Jezebel e a controvérsia em torno de Munn são refletidas na personagem Abby Flynn: uma argumentista de comédia que adota um comportamento exageradamente sexualizado, gerando desconforto e julgamento entre as protagonistas femininas. Liz tenta "corrigir" Abby pedindo que fale com a "sua voz real," mas a situação expõe contradições e hipocrisias sobre autonomia, aparência e feminismo no ambiente de trabalho. McCarthy-Miller destacou que o episódio explora como a percepção pública influencia o comportamento das mulheres para se afirmarem profissionalmente, enquanto Fey sublinhou que mulheres consideradas pouco convencionais fisicamente costumam ser celebradas por atitudes que gerariam críticas mais severas se viessem de mulheres tidas como mais "tradicionalmente atraentes," como Munn.
Fey e o produtor Jon Haller elogiaram o desempenho de Milioti, que construiu Abby como uma caricatura intencional da "mulher tola" no humor televisivo. A personagem foi também inspirada, em parte, na comediante Sarah Silverman e na experiência de Janeane Garofalo no SNL, que descreveu o ambiente como misógino e hostil. A inspiração para a cena central entre Liz e Abby veio de uma experiência pessoal de Fey como estudante de teatro, tempo no qual ouviu um professor a orientar uma das suas colegas fisicamente atraente e de voz infantilizada a usar a sua "voz de mulher adulta," testemunhando uma transformação radical no timbre da sua colega. Esse momento permaneceu na memória de Fey e influenciou a escrita de Weiner. Para Fey, Liz está errada ao tentar corrigir Abby, mas sente que a crítica entre mulheres sobre comportamentos considerados femininos é um reflexo de tensões reais. Outra figura feminina proeminente introduzida em "TGS Hates Women" é Kaylie Hooper, interpretada por Chloë Grace Moretz, cuja rivalidade com Jack Donaghy rende momentos cómicos acentuados pela diferença física e geracional entre os atores. Ela viria a participar em mais episódios da série. Algumas cenas nas quais Moretz participa, que têm a escola de Kaylee como locação, foram na verdade filmadas a 27 de Janeiro de 2011 em frente ao Museu da Cidade de Nova Iorque, que também era usado como cenário no seriado Gossip Girl.
À medida que foi progredindo com a suas temporadas, 30 Rock inclinou-se cada vez mais para o humor surreal, particularmente através da personagem Kenneth Parcell, que se tornou a figura mais excêntrica da série. Enquanto outras personagens viveram desenvolvimentos improváveis, o arco narrativo de Kenneth tornou-se gradualmente mais bizarro, sugerindo que ele poderia ser imortal. Essa linha narrativa começou de forma subtil na primeira temporada, no episódio "The Baby Show", no qual, sobre a secretária do Dr. Leo Spaceman, surge um panfleto com a frase "Nunca Morre" acompanhada de uma fotografia do estagiário ao fundo. A partir da terceira temporada, a série foi deixando diversas pistas sobre a possível natureza eterna de Kenneth, desde alusões à sua idade até momentos mais explícitos nas temporadas seguintes. O auge desta narrativa ocorre quando a mãe de Kenneth revela que, ao nascer, ele lhe disse não ser humano, mas sim um ser imortal. Em "TGS Hates Women", ao despedir-se de Kaylie, Kenneth afirma: "Quando comecei a trabalhar aqui, a Shirley Temple, de 8 anos, ensinou-me a enrolar um cigarro." Esta piada recorrente culmina no episódio final da série, quando Kenneth, já presidente da NBC, permanece inalterado pelo tempo, ouvindo um discurso da bisneta de Liz Lemon, décadas no futuro. A série deixou a imortalidade de Kenneth como um mistério aberto.
Judah Friedlander, intérprete do argumentista Frank Rossitano em 30 Rock, é conhecido pela sua coleção de bonés de camionista decorados com slogans, frases ou palavras variadas. Esta característica não é apenas um adereço visual, mas parte integrante da personalidade de Frank e do humor da série. Segundo Friedlander, é ele próprio quem concebe e cria os bonés, produzindo modelos suficientes para usar um diferente em cada cena, o que equivale a cerca de três por episódio. As mensagens dos bonés refletem frequentemente o sarcasmo de Frank, os seus interesses peculiares ou referências à cultura popular. Alguns exemplos notáveis incluem erros ortográficos, frases nostálgicas e afirmações bizarras que dão uma ideia do carácter de Frank antes mesmo de ele falar. Por vezes, os bonés são incorporados no enredo, acrescentando uma camada extra de comédia. Em "TGS Hates Women", Frank usa um boné com a inscrição "Code Breaker."

## Enredo
O episódio inicia com Jenna Maroney (Jane Krakowski) a celebrar a sua suposta inclusão no blogue feminista Joan of Snark. No entanto, a matéria sobre "a voz feminina mais fresca" não é dedicada a ela, mas sim a um perfil da comediante de stand‑up Abby Flynn (Cristin Milioti). A página inclui também um artigo a acusar o TGS with Tracy Jordan de odiar mulheres. Jack Donaghy (Alec Baldwin) comenta com Liz Lemon (Tina Fey) que, de facto, ela tende a competir com outras mulheres fortes pelo reconhecimento de figuras de poder, o que poderia ser interpretado como misoginia. Liz recusa a acusação e decide provar o contrário contratando Abby como argumentista convidada. Jack concorda, sobretudo depois de ver a aparência física de Abby. Para impressionar a nova colega, os argumentistas assumem personalidades artificiais: Frank Rossitano (Judah Friedlander) finge ser rico, James "Toofer" Spurlock (Keith Powell) tenta passar por um "bad boy" e John D. Lutz (John Lutz) assume um sotaque britânico. Liz tenta impor regras para evitar comportamentos absurdos, mas Abby surge nesse momento com roupas provocantes, tranças e uma voz infantilizada. A sua presença desperta o ciúme de Jenna, que a vê como uma rival direta, enquanto Liz acredita poder "corrigi‑la" e mostrar‑lhe que não precisa dessa postura.
Liz marca um encontro com Abby junto a uma estátua de Eleanor Roosevelt e encoraja‑a a usar a sua "voz real." Abby responde que não está a fingir e acusa Liz de a julgar pela aparência, tal como esta usa óculos para transmitir inteligência. Mais tarde, Liz descobre online uma atuação de stand‑up na qual Abby, ainda morena e com aparência distinta, apresenta‑se como Abby Grossman, uma comediante de humor intelectual e voz natural. Abby também havia alterado o nariz e o queixo. Sem compreender a mudança, Liz decide expô‑la à equipa de argumentistas, alegando que a quer ajudar. Ela exibe o vídeo para todos e publica‑o no Joan of Snark, mas Abby reage furiosamente, abandona a voz infantil e revela que o seu ex‑marido, instável e violento, está a tentar matá‑la. A nova imagem e o comportamento provocador seriam, segundo explica, uma forma de se proteger rodeando‑se de homens. Nesse momento, um estafeta da UPS entrega uma caixa vazia acompanhada de um bilhete do ex‑marido a dizer que é "do tamanho perfeito para a cabeça" dela. Abby afirma ter seis horas para mudar novamente de visual e, ao sair, chama Liz de "Judas misândrica." Jenna, satisfeita, reage com dois polegares levantados para Liz.
Em paralelo, Jack procura assegurar a sua posição na Kabletown, receando que Kaylie Hooper (Chloë Grace Moretz), a jovem neta do proprietário Hank Hooper, possa vir a suceder‑lhe. Para afastá‑la da área televisiva, convida‑a a visitar os estúdios do TGS e, ao saber do seu alegado interesse por biologia marinha, promete apresentá‑la ao oceanógrafo Robert Ballard (Terrence Mann), organizando também uma visita privada ao Museu Americano de História Natural. No entanto, a visita reacende no próprio Jack o seu interesse pela oceanografia e leva‑o a ponderar deixar a Kabletown nas mãos de Kaylie. Mais tarde, ao observar uma colagem que ela lhe enviou, repara que uma fotografia de Jacques Cousteau é, na verdade, retirada da sua autobiografia Jack Attack. Confrontada, Kaylie admite que o interesse por biologia marinha foi fingido para o afastar, tal como ele tentara fazer consigo. O encontro termina com ambos a trocar insultos e a prever uma rivalidade futura.